# Christ's College

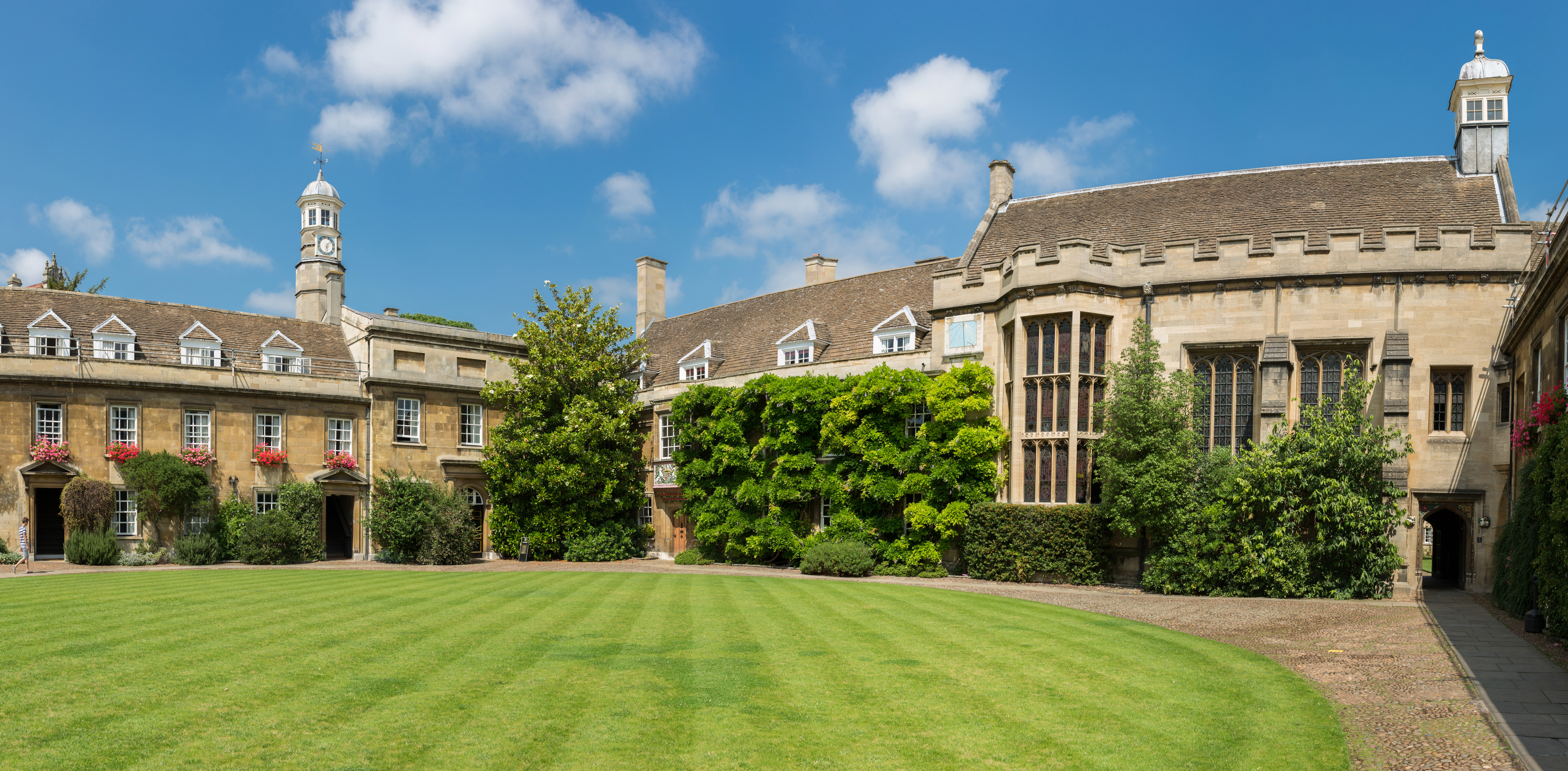
First Court van Christ's College in Cambridge

Christ's College is een van de constituerende colleges van de Universiteit van Cambridge in Engeland.
Het werd in 1437 opgericht door William Byngham als God's House. Het college kreeg pas in 1505 een koninklijk charter en kreeg een aanzienlijke financiële ondersteuning van Lady Margaret Beaufort en werd hernoemd tot Christ's College. Het werd daarmee het twaalfde van de colleges van Cambridge. Het college is er trots op dat het de alma mater is van onder meer Charles Darwin en John Milton. Het college heeft een uitmuntende reputatie voor een zeer sterke academische traditie en studentenondersteuning binnen de colleges van Cambridge. Er studeren en wonen 450 undergraduate studenten en 170 graduates, samen met een aantal fellows en de master.

## Bekende personen
Buiten de eerder vernoemde Charles Darwin en John Milton was het college de alma mater van de Nobelprijswinnaars Martin Evans, James Meade, Alexander Todd en Duncan Haldane. Maar ook mediafiguren als Sacha Baron Cohen, John Oliver en Andy Parsons, Lord Louis Mountbatten, Zuid-Afrikaans voormalig premier Jan Christian Smuts, historicus Simon Schama, theoloog William Paley en voormalig aartsbisschop van Canterbury Rowan Williams behoren tot de alumni.